# Paratel·lurita
La paratel·lurita és mineral de la classe dels òxids que pertany al grup del rútil. El seu nom prové del prefix grec para- (proper) i la seva relació amb la tel·lurita.

## Característiques
La paratel·lurita és diòxid de tel·luri, la seva fórmula química és TeO₂. Cristal·litza en el sistema tetragonal habitualment en grans fins massius i més rarament en forma de cristalls prismàtics de fins a 3 mm. La seva duresa a l'escala de Mohs és 1. És el dimorf de la tel·lurita.
Segons la classificació de Nickel-Strunz, la paratel·lurita pertany a «04.De: Òxids i hidròxids amb proporció Metall:Oxigen = 1:2 i similars amb cations de mida mitjana; amb diversos poliedres» juntament amb els següents minerals: downeyita, koechlinita, russel·lita, koragoïta, tungstibita, tel·lurita, bismutotantalita, bismutocolumbita, cervantita, estibiotantalita, estibiocolumbita, clinocervantita i baddeleyita.

## Formació i jaciments
La paratel·lurita va ser descoberta simultàniament a la mina Santa Rosa, al municipi de Cananea i a la mina Moctezuma, al municipi de Moctezuma (Sonora, Mèxic), en aquesta última localitat en forma de vetes fines en tel·luri d'un dipòsit hidrotermal de Au-Te. També ha estat descrita a Bèlgica, Espanya, els Estats Units, el Japó, Rússia i Xile.
Sol trobar-se associada a altres minerals com: tel·lurita, tel·luri natiu, krennerita, rodalquilarita, emmonsita i anglesita.